# Camp politique de Goli Otok

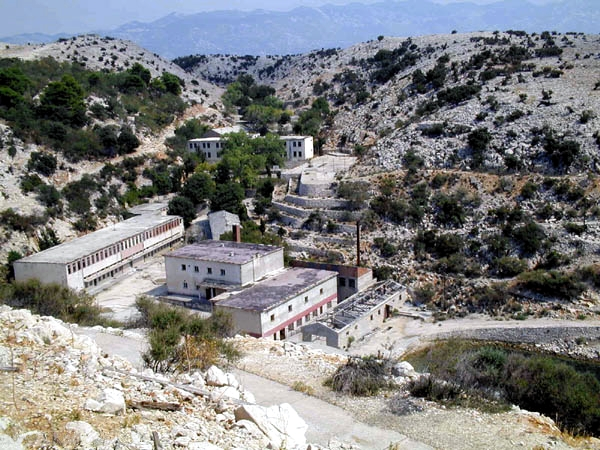
Une partie du camp aujourd'hui

Le camp politique de Goli Otok était un camp de prisonniers politiques yougoslaves sur l'île du même nom en Croatie actuelle. Il a été fondé en 1949 sur ordre du Parti communiste et de la direction de l'État yougoslave, dans le cadre d'une grande « purge » dans les rangs du Parti communiste de Yougoslavie après la  dissolution du Komintern. L'île a été choisie pour établir ce camp car elle était alors déserte et il y était impossible de s'échapper.
La plupart du temps, ce sont des communistes qui ont été envoyés dans le camp. Ils étaient soupçonnés de coopérer avec l'Union soviétique après le conflit entre Staline et Tito en 1948, et donc d'être favorables au Kominform. Les civils étaient généralement envoyés en «rééducation» sans jugement, par décision administrative, tandis que les militaires étaient jugés dans le cadre de procès par étapes dans lesquels ils étaient condamnés de trois mois à vingt ans de réclusion.
La liste établie par le service de sécurité yougoslave UDBA en 1963 contient les noms de 16 101 personnes qui sont passées par Goli Otok et d'autres camps de concentration de 1949 à 1956. Dans ces camps de concentration, 413 détenus ont perdu la vie de différentes manières (meurtre, suicide, mort naturelle). Les membres du Kominform étaient presque sans exception des membres du Parti communiste de Yougoslavie, dont environ 5% se sont retrouvés dans des camps. 30 000 autres d'entre eux ont été visés pour avoir manifesté leur allégeance à l'Union soviétique et ont fait l'objet de contrôle et de représailles.
Les actions organisées par les communistes yougoslaves contre leurs collègues et camarades du parti dans les années 1940 et 50 étaient non seulement brutaux mais aussi moralement dégradants.

## Histoire
Les premiers détenus sont arrivés sur l'île le 9 juillet 1949, soit un total d'environ 1 200 personnes. Pour être précis, ils étaient jetés du navire sur les rochers, l'île n'ayant pas de port. On estime que les autorités communistes ont pris des mesures pour rendre difficile l'établissement de données précises - il y aurait eu entre 16 000 et 32 000 détenus à Goli Otok, dont entre 400 et 4 000 seraient morts. Selon d'anciens détenus, comme Dragoslav Mihailović, il y aurait eu jusqu'à 15 000 morts dans les camps de concentration durant le conflit entre Tito et Staline.
Le camp de Goli Otok était presque uniquement réservé aux hommes, tandis que les femmes étaient détenues dans le camp de Sveti Grgur. Les principaux responsables du camp Goli Otok étaient le commandant de l'UDBA , le général Stevo Krajačić, et Edvard Kardelj, le plus proche associé de Tito pendant des décennies. L'un des commandants du camp était le héros national Yougoslave, Ante Raštegorac.
La plupart des détenus ont été libérés de Goli Otok en 1955, après que Tito et Nikita Khrouchtchev, le successeur de Staline au poste de secrétaire général du Parti communiste de l'Union soviétique, se soient rencontrés et réconciliés à Belgrade. La plupart des militaires sont restés dans le camp pendant encore deux ans alors que certains autres détenus sont restés dans le camp jusqu'en 1960. Le pénitencier a continué ses activités à Goli Otok par la suite et a été démantelé en 1986 .
« Le souci du Parti pour notre santé est un brillant exemple d'humanité » était une inscription présente dans le camp de Goli Otok.

## La situation des détenus du camp
Lorsqu'un nouveau détenu arrivait dans le goulag, les anciens détenus étaient alignés sur deux colonnes en ligne pour l'«accueillir» et devaient le battre alors qu'il était sans connaissance. Les détenus qui, selon les gardiens, n'avaient pas frappé assez fort devaient eux aussi emprunter le «chemin sanglant».
Les prisonniers politiques et les dissidents étaient considérés comme un danger pour la Yougoslavie, pour le socialisme et le maréchal Tito.
Les condamnés pouvaient mourir de diverses manières, par exemple:
- en essayant de s'échapper ;
- après avoir été battus à mort ;
- en se suicidant - certains ne pouvaient ou ne voulaient pas endurer les méthodes de «rééducation» de l'UDBA (menées par des détenus plus âgés, chargés de maltraiter physiquement et mentalement les détenus plus récents),
- en se tuant par "noyade",
- en ayant un accident de travail dans la carrière,
- en étant mort de faim ou d'épuisement.

Des prisonniers infiltrés figuraient parmi les autres détenus. Ainsi, ils avaient pour but d'encourager les meurtres sur Goli Otok, en s'attaquant aux plus faibles et en créant des conflits entre détenus.

## Témoignages

### Témoignage du détenuVladimir Bobinacà propos de Goli Otok
En arrivant sur l’île, vous avez perdu votre nom et vous êtes devenu un « objet ». Une autre grosse erreur est lorsqu'il est dit à l'enquêteur "Je ne suis pas coupable". C'était une grosse erreur, car avec cette affirmation, vous avez insulté l'UDBA, car cela signifier qu'ils arrêtaient des innocents. Sur Goli Otok, vous devez vous prôner coupable et être reconnaissant à UDBA de vous avoir permis de réaliser que vous l'êtes et que l'UDBA vous a permis d'expier votre culpabilité. C'était la règle de base.

### Témoignage de la détenueVera Winterà propos de Goli Otok
Vera Winter, originaire de Zagreb et détenue de Golotočka de 1949 à 1952, a témoigné :
"Celui qui est battu plus fort est sorti plus vite. Ceux qui ont résisté sont restés plus longtemps, mais nous avons tous été battus et nous avons tous battu les autres. Nous avons tous été ramenés au niveau d'exécuteurs. Nous avons tous été compromis là-bas. C'est pourquoi il est si difficile d'en parler, et c'est pourquoi nous avons eu honte pendant des années après notre départ, nous avons eu peur. Quoi que vous fassiez, cela pouvait se transformer en quelque chose de mauvais pour vous."

## "Petrova rupa"
Dans le livre Goli Otok, le plus grand camp de concentration de Tito (2003), Ivan Kosić parle du bâtiment "Petrova rupa", dont le détenu Dragoljub Jovanović a parlé dans son livre Muzej živih ljudi de 1990. Cette partie probablement la pire du camp était réservée à 130 détenus «particulièrement dangereux» qui venaient d'autres parties du camp et d'autres prisons, de juillet 1950 à février 1951.
"Petrova Rupa" porte le nom de Petar Komnenić, le président du Parlement de la République populaire du Monténégro, qui faisait partie du premier groupe amené là-bas. C'était une fosse de bauxite de 7 mètres de profondeur et d'une vingtaine de mètres de largeur, dans laquelle on pénétrait par des escaliers. Un mur de 3 mètres de haut a été construit autour de la fosse, et des tours de garde se trouvaient au-dessus.
Ivan Kosic considère qu'environ les deux tiers de ses alliés dans cette partie la plus terrible du camp sont des "bonnes personnes - des camarades", 20% sont comme des "personnes fréquentables". Les autres (17%) sont considérés comme des «voyous», dont la moitié sont des «voyous ordinaires» et l'autre des «voyous tueurs». Ivan Kosic conclut que la plupart des détenus ont réussi à conserver leur fierté humaine et leur moralité de base, malgré les efforts des autorités du camp pour les corrompre avec la perspective d'une sortie plus rapide du camp.

## Archives de l'État croate
Il existe une liste des détenus constituée par l'UDBA dans les archives de l'État croate. Selon cette liste incomplète, 16 101 détenus (15 173 hommes et 928 femmes) y ont été détenus, d'origines diverses. Ainsi, on y recense :
- des serbes (44%)
- des monténégrins (21.5%)
- des croates (16%)
- des macédoniens (5%)
- des slovènes (3.5%)
- des albanais (3%)
- d'autres nationalités (7%)

Selon ce recensement, 446 personnes au total ont perdu la vie à Goli Otok entre 1949 et 1986 de diverses manières (mort naturelle, meurtre, suicide). Sur ce nombre, 413 étaient des membres du kominfom qui sont décédés ou ont été tués entre 1949 et 1960

## Détenus célèbres
- Dušan Brkić
- Vlado Dapcevic
- Vicko Jelaska
- Dragoljub Micunovic
- Dragoslav Mihailović
- Alfred Pal (en)
- Dobroslav Paraga
- Vlastimir Velisavljevic